# Pak Song-gwan
Pak Song-gwan ((박성관?, 朴成冠?); 14 agosto 1980) è un calciatore nordcoreano, attaccante del Rimyongsu.